# Liste der Biografien/Fras
Liste der Biografien |
Portal Biografien |
Personensuche
# |
A |
B |
C |
D |
E |
F |
G |
H |
I |
J |
K |
L |
M |
N |
O |
P |
Q |
R |
S |
T |
U |
V |
W |
X |
Y |
Z |
?
 
Fa |
Fe |
Ff |
Fh |
Fi |
Fj |
Fk |
Fl |
Fm |
Fn |
Fo |
Fr |
Ft |
Fu |
Fy
 
Fra |
Frc |
Fre |
Frg |
Fri |
Frk |
Frl |
Fro |
Frr |
Fru |
Fry
 
Fraa |
Frab |
Frac |
Frad |
Frae |
Fraf |
Frag |
Frah |
Frai |
Fraj |
Frak |
Fral |
Fram |
Fran |
Frao |
Frap |
Fraq |
Frar |
Fras |
Frat |
Frau |
Frav |
Fraw |
Fray |
Fraz
Die Liste der Biografien führt alle Personen auf, die in der deutschsprachigen Wikipedia einen Artikel haben. Dieses ist eine Teilliste mit 197 Einträgen von Personen, deren Namen mit den Buchstaben „Fras“ beginnt.

## Fras
- Fras, Damjan (* 1973), slowenischer Skispringer
- Fras, Michael (1728–1782), deutscher Ordensgeistlicher, Mathematiker und Uhrmacher

### Frasc
- Frasca, Pauline (* 1980), australische Ruderin
- Frasca, Pietro (1759–1829), Schweizer Anwalt, Politiker (FDP), Tessiner Grossrat und Staatsrat
- Frascarelli, Damián (* 1985), uruguayischer Fußballspieler
- Frascarelli, Leonida (1906–1991), italienischer Radrennfahrer
- Frasch, Hermann (1851–1914), deutsch-US-amerikanischer Erdölchemiker
- Frasch, Jutta (* 1957), deutsche Diplomatin
- Fraschina, Alfredo (1883–1959), Schweizer Journalist und Politiker (FDP)
- Fraschina, Giovanni (1750–1837), Schweizer Kapuziner, Kapuzinergeneral und Erzbischof von Korinth
- Fraschina, Giuseppe (1817–1891), Schweizer Architekt
- Fraschini, Gaetano (1817–1887), italienischer Opernsänger (Tenor)
- Fraschka, Günter (1922–1993), deutscher Autor, Herausgeber und Journalist
- Frasco, António (* 1955), portugiesischer Fußballspieler
- Frasconi, Antonio (1919–2013), uruguayisch-amerikanischer Künstler, Lehrer und Autor

### Frasd
- Fräsdorf, Sebastian (* 1986), deutscher Schauspieler
- Fräsdorff, Martin (1881–1966), deutscher Unternehmer

### Frase
- Fraser Neele, Brian Michael (* 1941), brasilianischer Diplomat
- Fraser, Alasdair (* 1955), schottischer Fiddlespieler
- Fraser, Alexander Campbell (1819–1914), schottischer Philosoph und Theologe
- Fraser, Alexander G. (1937–2022), britisch-US-amerikanischer Informatiker
- Fraser, Alexander, 17. Lord Saltoun (1785–1853), britischer Peer, Offizier und Politiker
- Fraser, Alexander, 18. Lord Saltoun (1820–1886), britischer Peer, Offizier und Politiker
- Fraser, Andrea (* 1965), US-amerikanische Konzeptkünstlerin
- Fraser, Andy (1952–2015), britischer Musiker
- Fraser, Anna (* 1963), kanadische Freestyle-Skisportlerin
- Fraser, Antonia (* 1932), britische Historikerin und Bestseller-Autorin
- Fraser, Arianne (* 1978), US-amerikanische Filmproduzentin und Filmschauspieler
- Fraser, Brendan (* 1968), US-amerikanisch-kanadischer SchauspielerBrendan Fraser (* 1968)

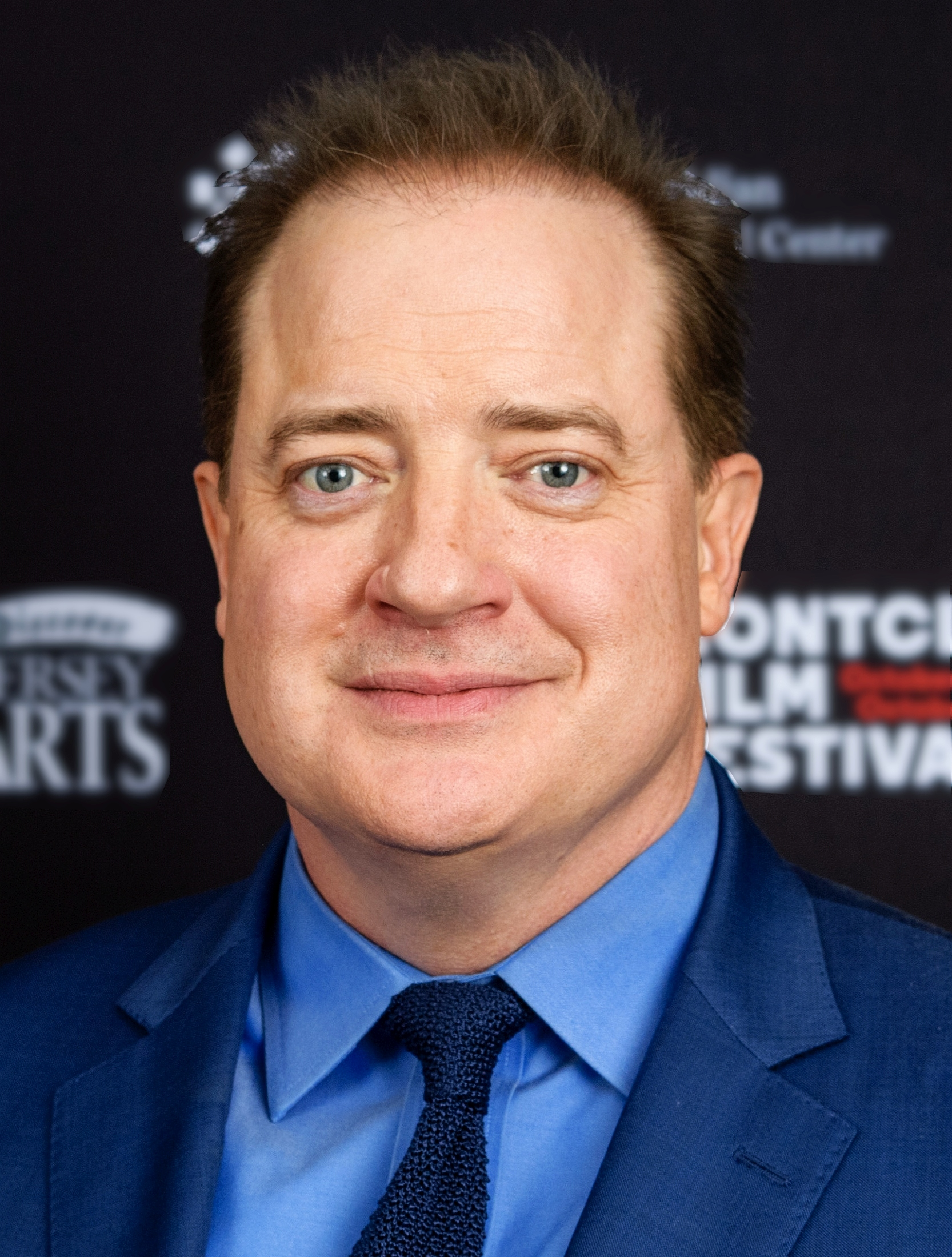
Brendan Fraser (* 1968)

- Fraser, Brooke (* 1983), neuseeländische Pop-/Folk-Sängerin und Songwriterin
- Fraser, Bruce (* 1946), britischer Hammerwerfer
- Fraser, Bruce, 1. Baron Fraser of North Cape (1888–1981), britischer Flottenadmiral und Erster Seelord
- Fraser, Bryan (* 1991), kanadischer Volleyballspieler
- Fraser, Clara (1923–1998), US-amerikanische Politikerin (Freedom Socialist Party) und Frauenrechtlerin
- Fraser, Colin (* 1985), kanadischer Eishockeyspieler und -scout
- Fraser, Craig (* 1951), kanadischer Wissenschaftshistoriker
- Fraser, Curt (* 1958), US-amerikanisch-kanadischer Eishockeyspieler und -trainer
- Fraser, Dawn (* 1937), australische Schwimmerin
- Fraser, Dean (* 1957), jamaikanischer Reggae-Saxophonist
- Fraser, Donald M. (1924–2019), US-amerikanischer Politiker
- Fraser, Donna (* 1972), britische Leichtathletin
- Fraser, Douglas (1916–2008), schottisch-stämmiger US-Gewerkschafter
- Fraser, Douglas M. (* 1953), US-amerikanischer Militär, General der United States Air Force
- Fraser, Elisabeth (1920–2005), US-amerikanische Schauspielerin
- Fraser, Elizabeth (* 1963), schottische SängerinElizabeth Fraser (* 1963)

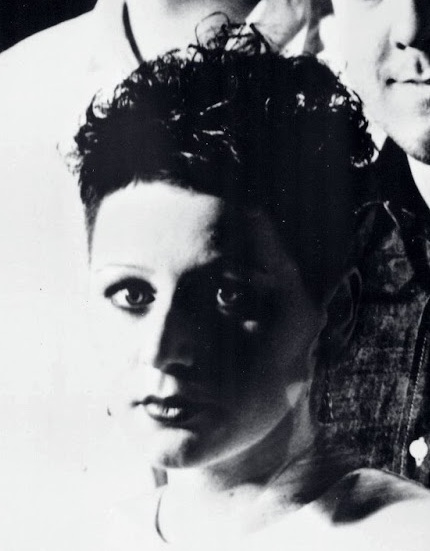
Elizabeth Fraser (* 1963)

- Fraser, Erroll (1950–2002), britischer Eisschnellläufer von den Britischen Jungferninseln
- Fraser, Eugenie (1905–2002), schottisch-russische Autobiografin
- Fraser, Evan (* 1973), britisch-kanadischer Geograph an der University of Guelph
- Fraser, Flora, 21. Lady Saltoun (1930–2024), britische Adlige und Mitglied des House of Lords
- Fraser, Frederic Charles (1880–1963), englischer Entomologe und insbesondere Odonatologe
- Fraser, Frieda (1899–1994), kanadische Ärztin, Wissenschaftlerin und Hochschullehrerin
- Fraser, George MacDonald (1925–2008), schottischer Autor
- Fraser, George Willoughby († 1923), britischer Ägyptologe
- Fraser, Gordon (* 1968), kanadischer Radrennfahrer
- Fraser, Greig (* 1975), australischer KameramannGreig Fraser (* 1975)

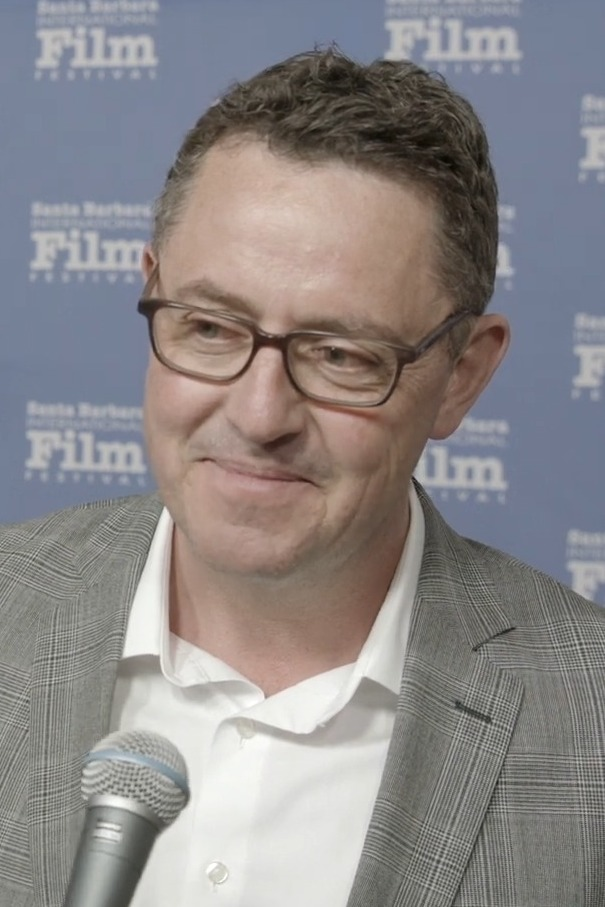
Greig Fraser (* 1975)

- Fraser, Gretchen (1919–1994), US-amerikanische Skirennläuferin
- Fraser, Hadley (* 1980), englischer Theater- und Filmschauspieler, Regisseur und Musiker
- Fraser, Harold (1872–1945), US-amerikanischer Golfer
- Fraser, Helen (1881–1979), schottisch-britische Suffragette und Politikerin
- Fraser, Henk (* 1966), niederländischer Fußballspieler
- Fraser, Hew (1877–1938), britischer Hockeyspieler
- Fraser, Hugh (1918–1984), britischer Politiker (Conservative Party)
- Fraser, Hugh (* 1945), britischer Schauspieler
- Fraser, Hugh (* 1952), kanadischer Sprinter
- Fraser, Hugh (1958–2020), kanadischer Jazzmusiker
- Fraser, Iain (* 1969), kanadischer Eishockeyspieler
- Fraser, Ian (1933–2014), britischer Komponist, Arrangeur und Dirigent von Film- und Fernsehmusik
- Fraser, Ian, Baron Fraser of Lonsdale (1897–1974), britischer Unternehmer und Politiker, Mitglied des House of Commons
- Fraser, Ian, Baron Fraser of Tullybelton (1911–1989), britischer Richter
- Fraser, Ingeborg (1928–1957), australische Turnerin
- Fraser, James († 1754), schottischer Angestellter der East India Company und Orientalist
- Fraser, James Earle (1876–1953), US-amerikanischer Bildhauer und Medailleur
- Fraser, James O. (1886–1938), britischer christlicher Missionar (evangelisch) in China
- Fraser, Jamie (* 1985), kanadischer Eishockeyspieler
- Fraser, Jane (* 1967), ManagerinJane Fraser (* 1967)

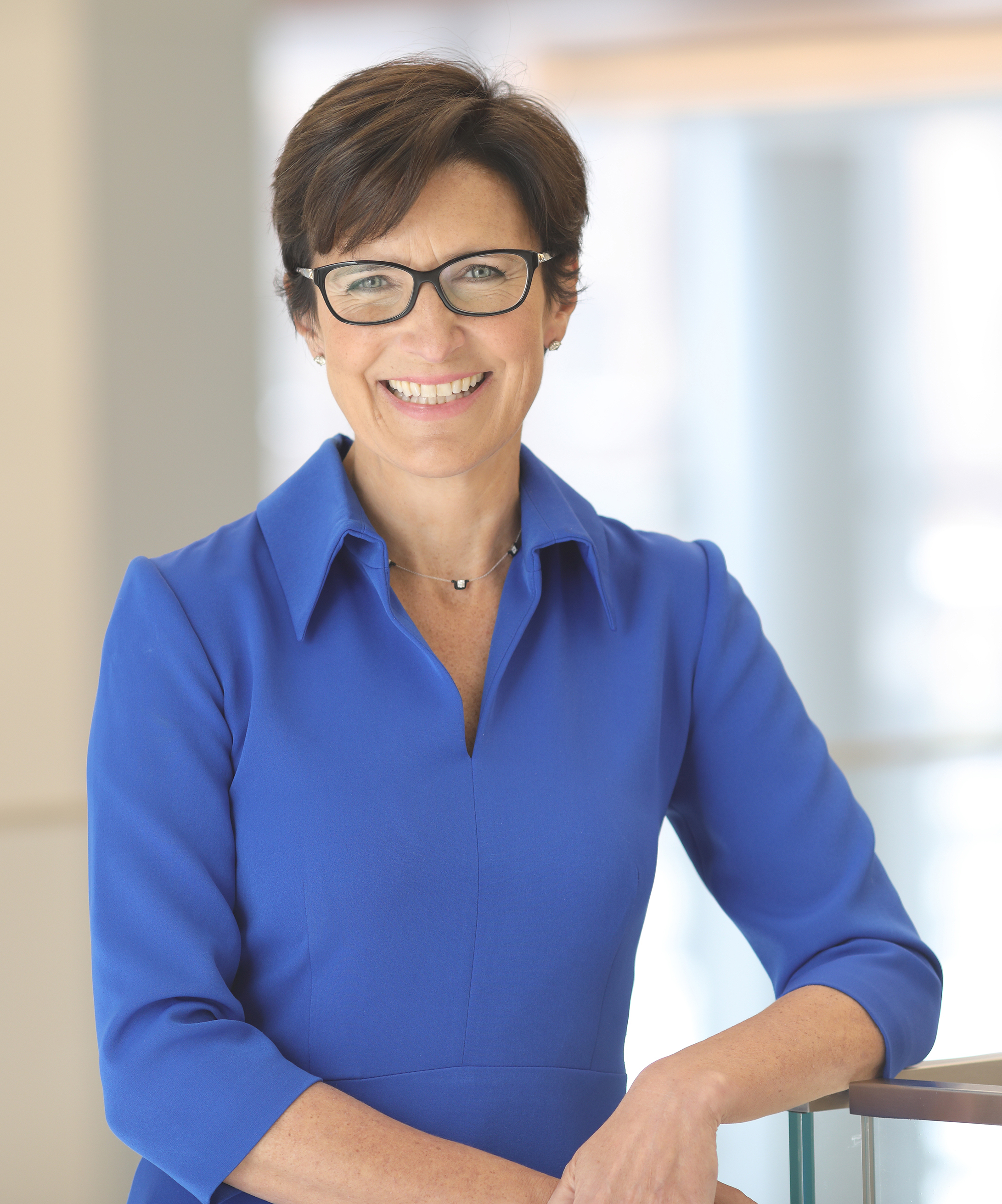
Jane Fraser (* 1967)

- Fraser, Janet (* 1955), britische Übersetzungswissenschaftlerin
- Fraser, John († 1811), schottischer Baumschuler
- Fraser, John (1931–2020), britischer Film- und Theaterschauspieler
- Fraser, John Allen (1931–2024), kanadischer Politiker
- Fraser, Jonna (* 1992), niederländischer Rapper
- Fraser, Keath (* 1944), kanadischer Schriftsteller und Hochschullehrer
- Fraser, Keith (* 1968), eswatinischer Skirennläufer
- Fraser, Kristin (* 1980), US-amerikanische Eiskunstläuferin
- Fraser, Laura (* 1975), schottische SchauspielerinLaura Fraser (* 1975)

Laura Fraser (* 1975)

- Fraser, Leon (1889–1945), US-amerikanischer Manager
- Fraser, Liam (* 1998), kanadischer Fußballspieler
- Fraser, Lilian Ross (1908–1987), australische Botanikerin und Mykologin
- Fraser, Louis, britischer Zoologe und Sammler
- Fraser, Malcolm (1930–2015), australischer Politiker und Premierminister
- Fraser, Marcus (* 1978), australischer Golfsportler
- Fraser, Marcus (* 1994), schottischer Fußballspieler
- Fraser, Mark (* 1986), kanadischer Eishockeyspieler
- Fraser, Mary Isabel (1863–1942), neuseeländische Schuldirektorin und Pädagogin, brachte die Kiwifrucht nach Neuseeland
- Fraser, Matt (* 1990), kanadischer Eishockeyspieler
- Fraser, Murdo (* 1965), schottischer Politiker
- Fraser, Nancy (* 1947), US-amerikanische Politikwissenschaftlerin und FeministinNancy Fraser (* 1947)

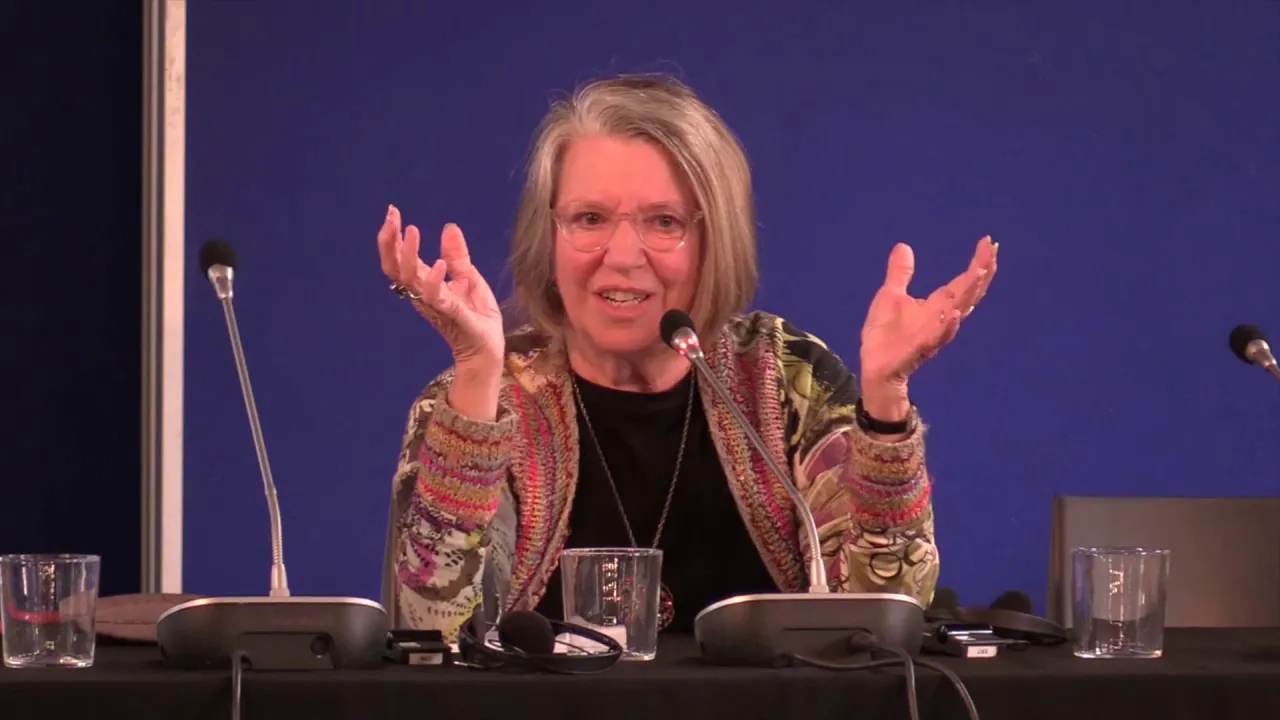
Nancy Fraser (* 1947)

- Fraser, Neale (1933–2024), australischer Tennisspieler
- Fraser, Nick (* 1976), kanadischer Jazz- und Improvisationsmusiker (Schlagzeug, Komposition)
- Fraser, Paul (* 1972), kanadischer Skeletonsportler
- Fraser, Peter (1884–1950), neuseeländischer Politiker und Premierminister von Neuseeland (1940–1949)
- Fraser, Peter M. (1918–2007), britischer Althistoriker und Epigraphiker
- Fraser, Peter, Baron Fraser of Carmyllie (1945–2013), britischer Politiker, Mitglied des House of Commons
- Fraser, Richard (1913–1972), britisch-amerikanischer Schauspieler
- Fraser, Richard, Baron Fraser of Kilmorack (1915–1996), britischer Politiker (Conservative Party)
- Fraser, Robbie (* 2003), schottischer Fußballspieler
- Fraser, Robert (1937–1986), englischer Kunsthändler und Galerist
- Fraser, Robert D. (1920–2000), US-amerikanischer Immobilien-Projektentwickler, Filmproduzent
- Fraser, Robin (* 1966), US-amerikanischer Fußballspieler und -trainer
- Fraser, Ronald (1930–1997), britischer Schauspieler
- Fraser, Ronald (1930–2012), britischer Historiker
- Fraser, Ronald G. J. (1899–1985), britischer Physiker
- Fraser, Ryan (* 1994), schottischer Fußballspieler
- Fraser, Sally (1932–2019), US-amerikanische Schauspielerin
- Fraser, Sam (* 1998), australischer Schauspieler
- Fraser, Sarah Loguen (1850–1933), US-amerikanische Medizinerin
- Fraser, Scott (* 1972), kanadischer Eishockeyspieler
- Fraser, Scott (* 1986), britischer Orientierungsläufer
- Fraser, Scott (* 1995), schottischer Fußballspieler
- Fraser, Sheila (* 1950), kanadische Oberste Rechnungsprüferin
- Fraser, Shelagh (1920–2000), britische Schauspielerin und Schriftstellerin
- Fraser, Shona (* 1975), britische Musikjournalistin
- Fraser, Simon († 1306), schottischer Ritter und Rebell
- Fraser, Simon (1776–1862), schottisch-kanadischer Pelzhändler und Entdecker
- Fraser, Simon (* 1958), britischer Diplomat und Regierungsbeamter
- Fraser, Simon, 11. Lord Lovat († 1747), schottischer ClanführerSimon Fraser, 11. Lord Lovat († 1747)

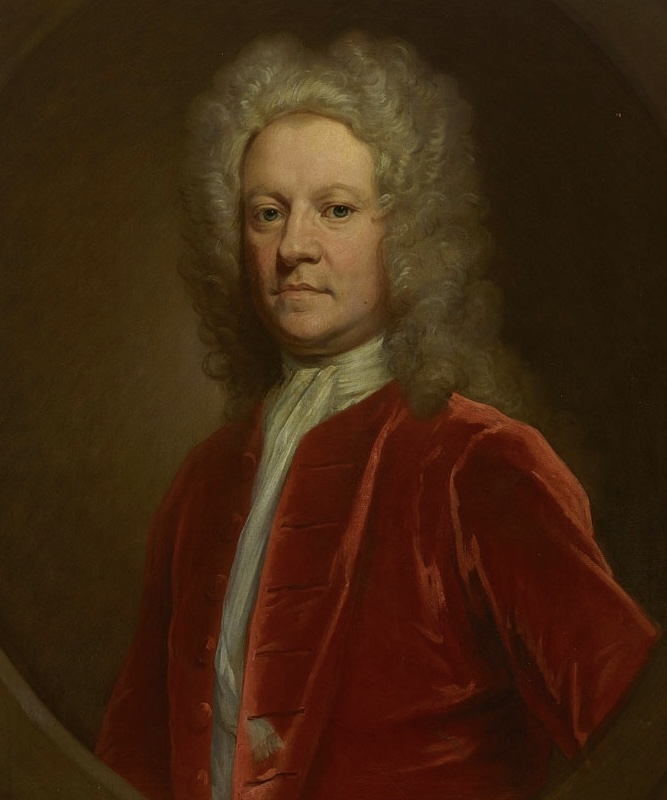
Simon Fraser, 11. Lord Lovat († 1747)

- Fraser, Simon, 14. Lord Lovat (1871–1933), schottischer Adliger, Generalmajor
- Fraser, Simon, 15. Lord Lovat (1911–1995), schottischer General und Kommandoführer im Zweiten Weltkrieg
- Fraser, Steve (* 1958), US-amerikanischer Ringer und Trainer
- Fraser, Susan (* 1966), britische Feldhockeyspielerin
- Fraser, Suzie (* 1983), australische Wasserballspielerin
- Fraser, Thomas Richard (1841–1920), britischer Mediziner und Pharmakologe
- Fraser, Tim, britischer Admiral
- Fraser, Tom (1911–1988), britischer Politiker und Manager, Abgeordneter des House of Commons
- Fraser, Warren (* 1991), bahamaischer Leichtathlet
- Fräser, Wendel (1967–1989), surinamisch-niederländischer Fußballspieler
- Fraser, Wendy (* 1963), britische Feldhockeyspielerin
- Fraser, William († 1297), schottischer Geistlicher und Minister
- Fraser, William (1779–1851), britischer Geistlicher, römisch-katholischer Bischof von Arichat
- Fraser, William M. (* 1952), US-amerikanischer General (U.S. Air Force)
- Fraser, William, 1. Baron Strathalmond (1888–1970), schottischer Unternehmer
- Fraser-Holmes, Thomas (* 1991), australischer Schwimmer
- Fraser-Pryce, Shelly-Ann (* 1986), jamaikanische Sprinterin und OlympiasiegerinShelly-Ann Fraser-Pryce (* 1986)

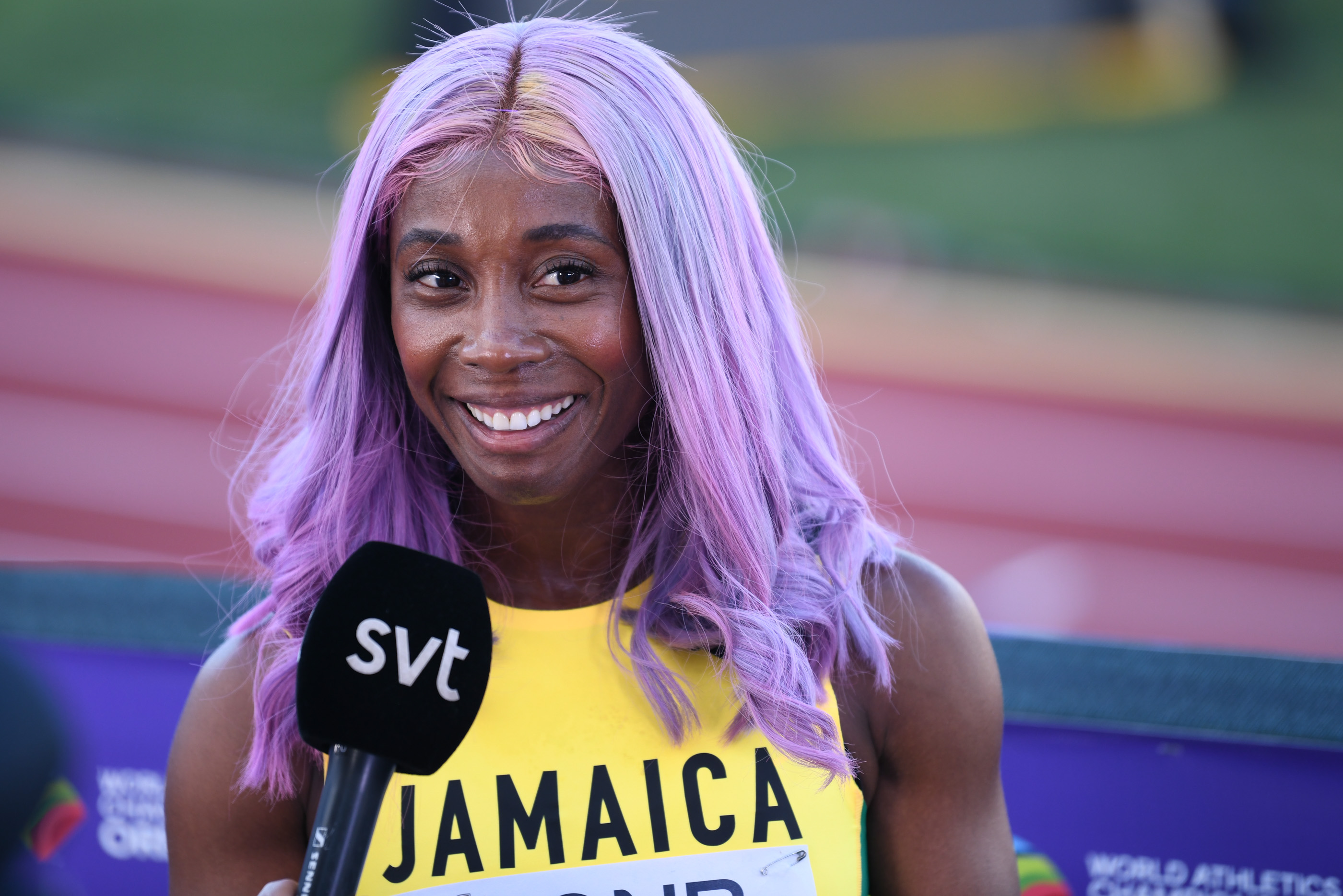
Shelly-Ann Fraser-Pryce (* 1986)

- Fraser-Smith, Charles (1904–1992), britischer Ingenieur, Vorlage für die Figur des Q in den Romanen um den Geheimagenten James Bond

### Frash
- Frashëri, Abdyl (1839–1892), albanischer Aktivist und Führer der Nationalbewegung
- Frashëri, Mehdi Bej († 1963), albanischer Politiker
- Frashëri, Midhat (1880–1949), albanischer Schriftsteller, Publizist und Politiker
- Frashëri, Naim (1846–1900), albanischer Schriftsteller
- Frashëri, Sami (1850–1904), albanischer Literat

### Frasi
- Frasi, Giulia († 1772), italienische Opern- und Oratoriensängerin (Sopran)
- Frăsinescu, Cosmin (* 1985), rumänischer Fußballspieler

### Frasl
- Frasl, Beatrice (* 1987), österreichische Podcasterin, feministische Kulturwissenschafterin und Social Media Aktivistin
- Frasl, Günther (1924–2003), österreichischer Geologe und Paläontologe

### Frasn
- Frasnay, Daniel (1928–2019), französischer Fotograf
- Frasnelli Tarter, Dante (1925–2020), italienischer römisch-katholischer Ordensgeistlicher, Prälat von Huari
- Frasnelli, Hubert (* 1944), italienischer Politiker (Südtirol), Mitglied der Camera dei deputati
- Frasnelli, Johannes (* 1974), Schweizer Mediziner, Hochschullehrer, Sachbuchautor
- Frasnelli, Loris (* 1979), italienischer Skilangläufer

### Frasq
- Frasqueri, Destiny (* 1992), US-amerikanische SängerinDestiny Frasqueri (* 1992)

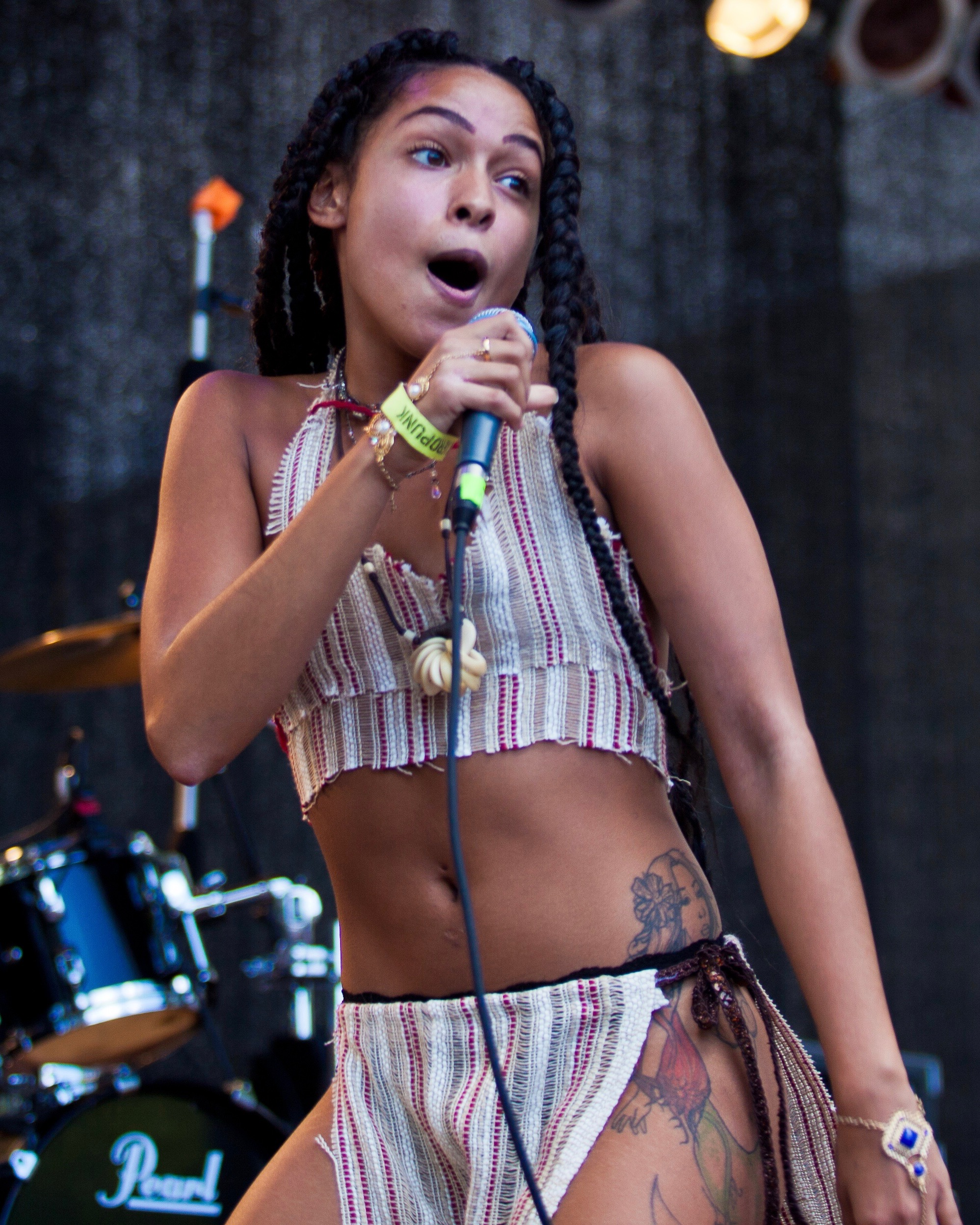
Destiny Frasqueri (* 1992)

### Frass
- Fraß, Herbert (1938–2020), deutscher Bankkaufmann und Kommunalpolitiker
- Frass, Hermann (1910–1996), italienischer Redakteur, Fotograf und Buchautor
- Frass, Michael (* 1954), österreichischer Internist, Labormediziner und Universitätsprofessor
- Frass, Monika (* 1961), österreichische Althistorikerin
- Frass, Rudolf (1880–1934), österreichischer Architekt
- Frass, Wilhelm (1886–1968), österreichischer Bildhauer
- Frass, Wolf (* 1948), österreichischer Schauspieler und Synchronsprecher sowie Hörbuchsprecher
- Fräss-Ehrfeld, Claudia (* 1944), österreichische Historikerin
- Fräß-Ehrfeld, Josef (1899–1965), österreichischer Politiker, Abgeordneter zum Kärntner Landtag
- Frassati, Dominique (1896–1947), französischer Porträt-, Genre- und Orientmaler und Museumskurator
- Frassati, Pier Giorgio (1901–1925), italienischer Alpinist und Angehöriger des dominikanischen LaienordensPier Giorgio Frassati (1901–1925)

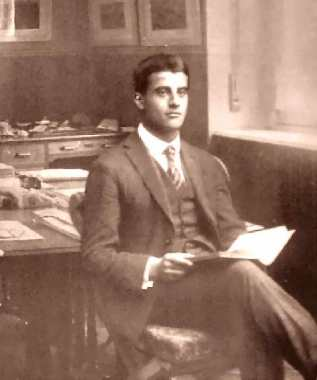
Pier Giorgio Frassati (1901–1925)

- Fräßdorf, Gerd (1927–1950), deutscher Angestellter, Todesopfer des DDR-Grenzregimes vor dem Bau der Berliner Mauer
- Fräßdorf, Julius (1857–1932), deutscher Politiker (SPD), Präsident des Sächsischen Landtags, MdR
- Fräßdorf, Otto (* 1942), deutscher Fußballspieler und -trainer
- Frasse Sombet, Coralie (* 1991), französische Skirennläuferin
- Frassek, Ralf (* 1961), deutscher Rechtshistoriker
- Frasser, William H. († 1942), englischer Unternehmer
- Fraßhauser, Cosmas, Adelsherr
- Frassi, Piero (* 1971), italienischer Jazzmusiker (Piano, Komposition)
- Frassia, Rubén Oscar (* 1945), argentinischer Geistlicher und römisch-katholischer Bischof von Avellaneda-Lanús
- Frassica, Nino (* 1950), italienischer Schauspieler und Komiker
- Frassinelli, Adriano (* 1943), italienischer Bobfahrer
- Frassinelli, Attilio R. (1907–1976), US-amerikanischer Politiker
- Frassineti, Giorgio (* 1964), italienischer Politiker des Partito Democratico (PD), Bürgermeister von Predappio
- Frassinetti, Agostino (1897–1967), italienischer Schwimmer
- Frassinetti, Paula (1809–1882), italienische Ordensgründerin
- Frassinetti, Teresa (* 1985), italienische Wasserballspielerin
- Fraßmann, Peter (* 1958), deutscher Fußballspieler
- Frasson, Tonio (1922–2010), Schweizer Maler
- Frassoni, Monica (* 1963), italienische Politikerin (Grünen/EFA), MdEP

### Frast
- Frast, Alain (1964–2010), luxemburgischer Journalist und Politiker
- Frast, Caroline von (1841–1902), österreichische Malerin

### Frasu
- Frasunkiewicz, Adam (1873–1923), deutscher Politiker (SPD, USPD), MdBB
- Frasunkiewicz, Przemysław (* 1979), polnischer Basketballtrainer und -spieler

### Frasy
- Frasyniuk, Władysław (* 1954), polnischer Politiker, Mitglied des Sejm

### Frasz
- Frasz, Gerhard (1938–2004), österreichischer Politiker (SPÖ), Landtagsabgeordneter und Bundesrat
- Fraszko, Adam (* 1969), polnischer Eishockeyspieler
- Fraszko, Bartosz (* 1995), polnischer Eishockeyspieler
- Fraszyńska, Jolanta (* 1968), polnische Schauspielerin